# Type A
La Type A (甲型自動拳銃?, Kō-gata Jidō Kenjū) è stata una pistola semiautomatica ideata dall'ufficiale Kijirō Nambu tra la fine del XIX secolo e l'inizio del XX secolo per dotare l'Esercito imperiale giapponese di una nuova arma da fianco d'ordinanza, al posto della rivoltella Type 26. L'arma si rivelò afflitta da alcuni difetti tecnici e, pertanto, non fu mai ufficialmente immessa in servizio con le forze armate imperiali; fu prodotta in poco più di 9 000 esemplari distinti in due versioni, buona parte dei quali fu venduta sul mercato asiatico.
Dalla Type A, Nambu sviluppò la Type B e, negli anni 1920, la ben più nota Type 14.

## Storia
Nel 1893 l'Esercito imperiale giapponese aveva immesso in servizio la rivoltella Type 26, arma d'ordinanza per gli ufficiali che dette una buona prova durante la prima guerra sino-giapponese. Tuttavia, alla fine del secolo, nelle forze armate europee cominciarono a comparire i primi modelli di pistole semiautomatiche, armi per l'epoca innovative; il maggiore Kijirō Nambu fu incaricato di sviluppare una semiautomatica per le forze imperiali ed egli fu profondamente influenzato, durante la progettazione, dalla Mauser C96, tanto da copiarne il sistema di chiusura.
Lo sviluppo della pistola terminò nel 1902 e ricevette la denominazione Type A. La produzione in non grande serie fu avviata presso l'arsenale di Koishikawa, uno dei distretti di Tokyo, che tra il 1903 e il 1906 completò poco più di 2 400 pezzi; la fabbricazione riprese in un momento imprecisato e continuò sino al 1923, quando gli stabilimenti furono rasi al suolo dal terremoto del Kantō, totalizzando altri 7 000 esemplari circa. Tutte le pistole di questo secondo lotto ebbero il ponticello più largo, i caricatori con il fondo in alluminio e non più in legno e rinunciarono all'attacco all'impugnatura per inserire un calciolo adatto al tiro dalla spalla; inoltre, l'anello porta-correggiolo saldato al castello al di sotto del carrello fu rimpiazzato da uno incernierato. Tra i collezionisti, perciò, le pistole prodotte fino al 1906 sono state definite "Granpa Nambu" e quelle appartenenti alla seconda commessa "Papa Nambu".
L'ostacolo principale alla rapida diffusione della Type A fu il suo alto costo; infatti, nell'Esercito imperiale, la prassi prevedeva che tutti gli ufficiali si procurassero a proprie spese l'arma da fianco e, pertanto, la stragrande maggioranza preferì acquistare pistole più economiche, spesso di origine europea o statunitense. Neppure il secondo modello di Type A, che aveva riscosso alcuni commenti positivi dall'allora ministro della Guerra maresciallo Terauchi Masatake, riuscì a invertire questa tendenza. Gran parte delle Type A di entrambe le versioni fu venduta alla Repubblica cinese e al Siam.

## Tecnica
La pistola Type A era un'arma semiautomatica di architettura tradizionale, operata a corto rinculo di canna; pesava circa 900 grammi e presentava una canna lunga 11,74 centimetri. Era camerata per la cartuccia 8 × 22 mm Nambu d'ideazione e produzione giapponesi, più debole rispetto ad altre munizioni coeve: l'energia sprigionata alla volata, infatti, era più o meno la metà di quella sviluppata ad esempio dalla 9 × 19 mm Parabellum o dalla 7,62 × 25 mm Tokarev. Il proiettile raggiungeva una velocità iniziale di 290 m/s.
La Type A divenne presto nota per alcuni difetti tecnici che, peraltro, dovevano ripresentarsi nei progetti di pistole semiautomatiche di Nambu. La sicura integrale all'impugnatura e il pulsante di rilascio del caricatore (capienza otto cartucce) interferivano con la caduta del caricatore stesso una volta vuoto; l'operatore, dunque, era costretto ogni volta a tenere premuto il pulsante, arretrare l'otturatore per comprimere la molla di recupero ed estrarre il caricatore manualmente: un'operazione scomoda e difficoltosa, specialmente sul campo. Non fu mai trovata una vera soluzione a questo problema e l'idea di rimuovere il pulsante di tenuta del caricatore fu alla fine scartata. Anche la forte inclinazione dell'impugnatura ebbe riflessi negativi sull'alimentazione: la molla del caricatore aveva una percentuale di successo del 60% e l'attrito delle cartucce contro le pareti del pozzo causavano ulteriore stress meccanico, difetti amplificati dalla stringenti tolleranze.
La somiglianza con la Luger P08 era puramente estetica, dato che la meccanica era stata traslata dalla Mauser C96.

## Varianti

### Type B
Attorno al 1909 Nambu propose una nuova pistola semiautomatica, detta "Type B", che in sostanza era una versione più piccola della Type A con modifiche minime. Anche questa creazione risultò essere troppo costosa, ebbe un successo addirittura inferiore alla pistola antecedente e fu fabbricata in quantità inferiore.

### Type A con caricatore maggiorato
A cominciare dagli anni 1920, Nambu sperimentò varie modifiche all'arma nel tentativo di renderla più semplice, affidabile e adatta al combattimento. Il risultato fu un prototipo che ibridava alla struttura base della Type A una doppia molla di recupero (caratteristica tipica della futura Type 14). Nambu introdusse anche un caricatore bifilare da 15 colpi, che a parità di ingombro forniva una discreta autonomia di fuoco per una pistola semiautomatica. Il progetto, tuttavia, non prese mai una forma definitiva e i giapponesi ne fabbricarono appena 15 o 20 esemplari di preserie.

## Utilizzatori
- Impero giapponese
- Repubblica di Cina (usata dall'esercito del signore della guerra Zhang Zuolin[10] e dall'Esercito Rivoluzionario Nazionale[11])
- Thailandia[2]